# Регбі в Республіці Сербській

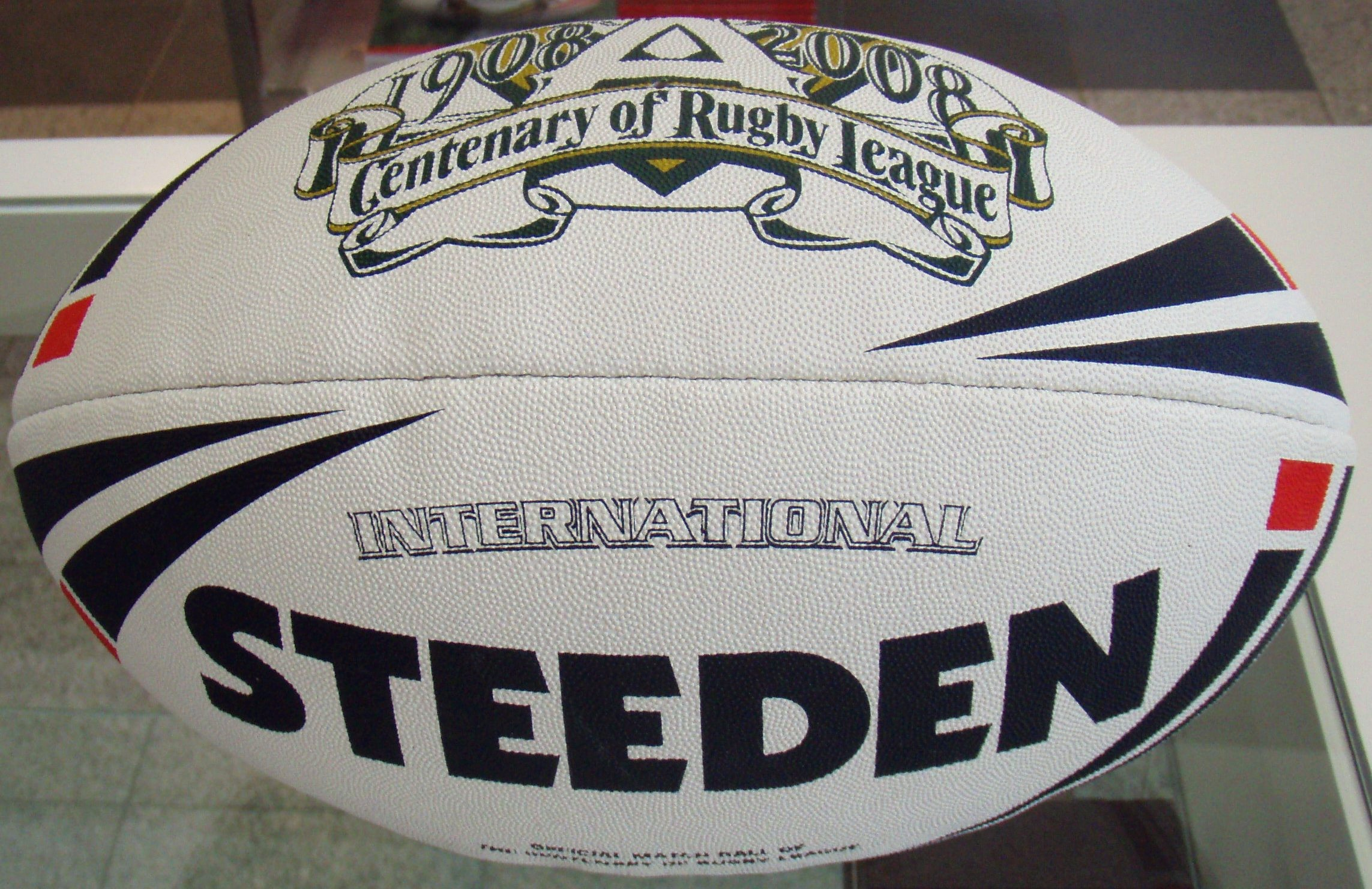
Регбійний м'яч

Регбі в Республіці Сербській (серб. Рагби у Републици Српској) — один з багатьох популярних видів спорту в країні. Інтерес до регбі з'явився з 2009 року, коли в Республіці Сербській з'явилися перші регбійні клуби. В країні, однак, немає централізованого органу управління розвитком регбі.

## Історія
У 1953 році регбі вперше з'явився в СФРЮ, і збірна Югославії зіграла свою першу гру саме в Баня-Луці — 21 травня 1961 року в присутності 5 тисяч глядачів югослави провели матч проти Франції і поступилися з рахунком 0:13. Особливою популярністю спорт не здобув у країні (в тому числі в СР Боснії і Герцеговині), і тільки в 2009 році в Республіці Сербській з'явилися перші клуби. 7 липня 2012 року відбулася офіційний матч боснійського клубу «Бієль Зечеві» і сербської «Црвени Звезди» (Белград) на стадіоні «Країна» в Баня-Луці. Перемогу здобули бєлградці з рахунком 26:6.

## Змагання

### Клубні
Регбійні клуби в Республіці Сербській офіційно реєструються: вони можуть бути як самостійними спортивними організаціями, так і підпорядковуватися буд-яким спортивним товариствам у країні. Реєстрація спортивних клубів проводиться в регіональних інститутах Республіки Сербської з дозволу Міністерства у справах сім'ї, молоді та спорту Республіки Сербської. Клуби є юридичними особами, які повинні дотримуватися правил національної федерації, спортивного етичного кодексу й правилам проведення змагань і матчів з регбі. Всі матчі проводяться на футбольних стадіонах, які можна переобладнати під стадіони для гри в регбі.
У країні зареєстровано сім регбійних клубів, які беруть участь в розіграші чемпіонату Республіки Сербської (з них один зареєстрований на території Федерації Боснії і Герцеговини): «Бієль Зечеві», «Челічні Вепрови», «Рудар» (Станарі), «Нові Громови», «Гладіятори», «Губер» і «Ратниця». Чемпіонат має назву «Перша ліга Республіки Сербської з регбі». Клуби Республіки Сербської грають також в чемпіонаті Боснії і Герцеговини і чемпіонаті Сербії, проводиться розіграш кубка Республіки Сербської.

### Збірна
У 2014 році збірна Республіки Сербської з регбі дебютувала на Балканському першості з регбі в Белграді. Оскільки збірна не має власного регбійного союзу, вона не бере участі в офіційних турнірах, а її гравці представляють Боснію і Герцеговину або Сербію.